# Monopeltis jugularis
Monopeltis jugularis — вид плазунів з родини амфісбенових (Amphisbaenidae). Мешкає в Центральній Африці.

## Поширення і екологія
Monopeltis jugularis мешкають в прибережних районах на крайньому південному заході Камеруну та на північному заході Екваторіальної Гвінеї (Ріо-Муні). Вони живуть у вологих рівнинних тропічних лісах, на висоті від 5 до 25 м над рівнем моря.